# 田口 (犬山市)
田口（たぐち）は、愛知県犬山市の地名。

## 歴史

### 沿革
- 1989年（平成元年）3月18日 - 犬山市田口一丁目・田口二丁目・田口三丁目が次の通り成立[1]。
  - 犬山市大字善師野字下田口・字一ケ洞口および大字塔野地字大畔・字田口洞の各一部により、同市田口一丁目が成立[1]。
  - 犬山市大字善師野字一ケ洞口・字田口三ノ洞口・字下山崎・字上山崎・字田口中田・字上田口の各一部により、同市田口二丁目が成立[1]。
  - 犬山市大字善師野字上田口および大字塔野地字田口洞の各一部により、同市田口三丁目が成立[1]。

### WEB
1. ↑  “読み仮名データの促音・拗音を小書きで表記するもの(zip形式) 愛知県” (zip).   日本郵便 (2024年2月29日). 2024年3月26日閲覧。
2. ↑  “市外局番の一覧” (PDF).   総務省 (2022年3月1日). 2022年3月22日閲覧。
3. ↑  “ナンバープレートについて”.   一般社団法人愛知県自動車会議所. 2024年1月21日閲覧。

### 書籍
1. 1 2 3 4  愛知県公報平成元年3月17日付第30号222頁「告示第231号 犬山市の町区域の設定」（耕地課）